# Tynbajewo
Tynbajewo (ros. Тынбаево) – wieś (dieriewnia) w Rosji, w Baszkortostanie, w rejonie miszkińskim. W 2010 liczyła 397 mieszkańców, głównie Maryjczyków.